# Tarkio
Tarkio is een plaats (city) in de Amerikaanse staat Missouri, en valt bestuurlijk gezien onder Atchison County.

## Demografie
Bij de volkstelling in 2000 werd het aantal inwoners vastgesteld op 1935.
In 2006 is het aantal inwoners door het United States Census Bureau geschat op 1834, een daling van 101 (-5,2%).

## Geografie
Volgens het United States Census Bureau beslaat de plaats een oppervlakte van
3,6 km², geheel bestaande uit land.

## Plaatsen in de nabije omgeving
De onderstaande figuur toont nabijgelegen plaatsen in een straal van 24 km rond Tarkio.